# سرگین‌خواران
سردهٔ سَرگین‌خواران یا اسکارابئوس (انگلیسی: Scarabaeus) شامل تعدادی از گونه‌های سوسک سرگین‌غلتان آفریقایی-اوراسیایی است، از جمله «سرگین‌غلتان مقدس (Scarabaeus sacer)، و همنام تبار Scarabaeini، خانواده Scarabaeidae (سرگین‌چرخانان)، بالاخانواده Scarabaeoidea (سرگین‌چرخان‌واران) و فروراسته Scarabaeiformia (سرگین‌چرخان‌ریختان) است. این سوسک‌ها منحصراً از کود حیوانی تغذیه می‌کنند، که این کار را با غلتاندن یک تکه کود تا فاصله‌ای از محل رسوب آن و دفن آن برای تغذیه در زیر زمین انجام می‌دهند. آنها همچنین با حفر یک محفظه زیرزمینی و پر کردن آن با توپ‌هایی که در آنها تخم گذاشته شده است، برای لاروهای خود غذا تهیه می‌کنند. لارو در حال رشد از توپ کود تغذیه می‌کند، شفیره می‌شود و در نهایت به صورت بالغ ظاهر می‌شود.
«سرگین‌خوار» همچنین یک اصطلاح قدیمی برای یک شی به شکل سوسک اسکاراب در هنر است. اسکاراب نوعی طلسم محبوب در مصر باستان بود، و در هنر یونان باستان، سنگ‌های قیمتی حک شده اغلب به شکل اسکاراب روی بقیه سنگ پشت سطح صاف اصلی تراشیده می‌شدند که برای مهر و موم کردن اسناد استفاده می‌شد.
موجودی که به عنوان سرگین‌خوار شناخته می‌شود در "سوسک طلایی" اثر ادگار آلن پو ظاهر می‌شود، و شعری با عنوان "Scarabæus sisyphus" توسط ماتیلده بلیند سروده شده است.